# Stazione di Piscinas
La stazione di Piscinas era una fermata ferroviaria situata nel comune omonimo lungo la linea Siliqua-San Giovanni Suergiu-Calasetta.

## Storia

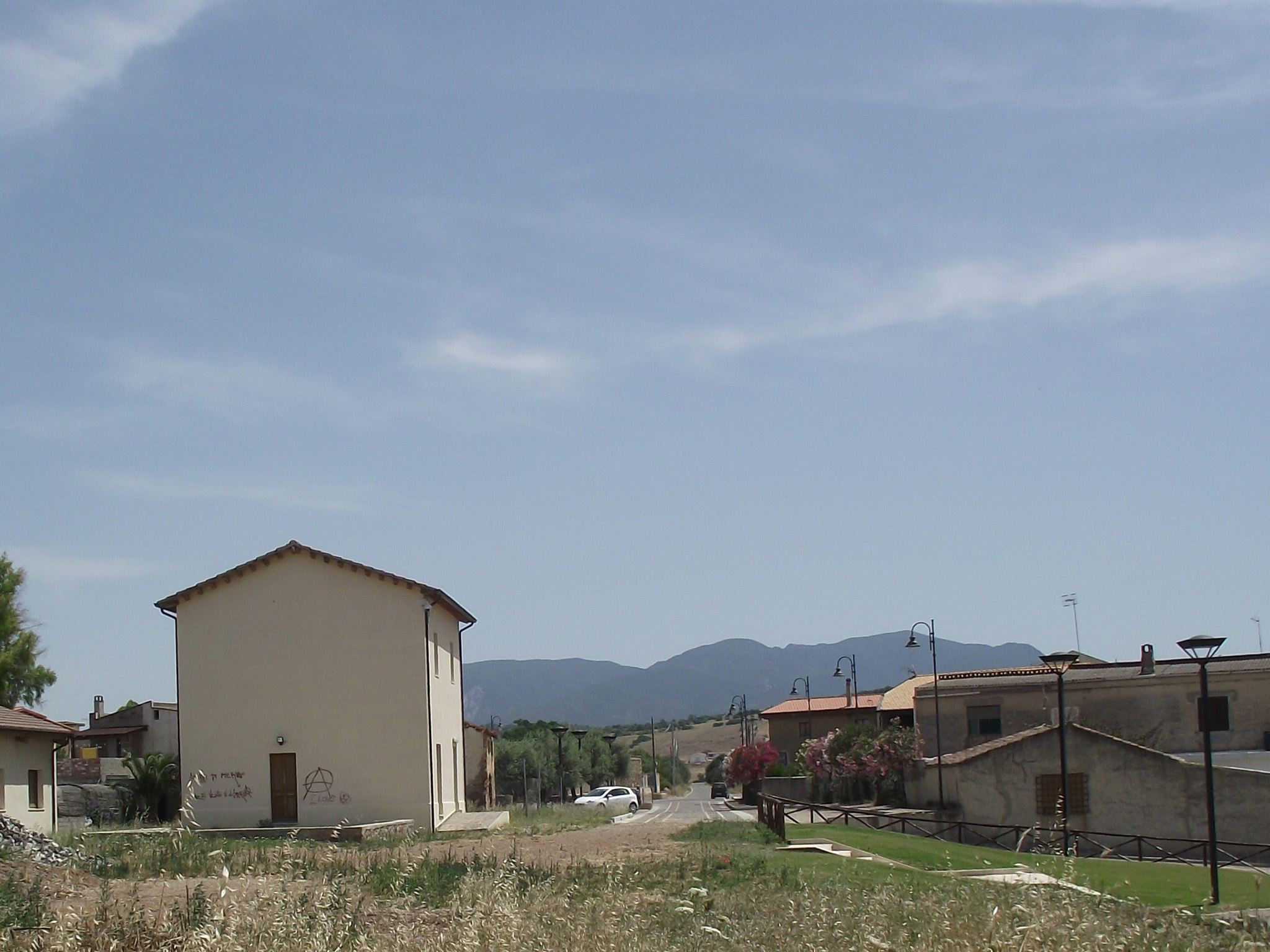
L'area della fermata, con l'ex fabbricato viaggiatori a sinistra, vista in direzione Siliqua

La fermata fu realizzata negli anni venti del Novecento nell'allora frazione di Piscinas (comune di Villarios-Masainas, in seguito Giba) per conto della Ferrovie Meridionali Sarde, società che aveva ottenuto la concessione per la realizzazione della rete ferroviaria pubblica a scartamento ridotto per il territorio del Sulcis-Iglesiente. L'inaugurazione dell'impianto coincise con quella dell'intera rete delle FMS, il 13 maggio 1926; l'esercizio ebbe invece inizio 10 giorni dopo.
Sotto l'amministrazione FMS l'impianto venne utilizzato sino alla sua dismissione, datata 1º settembre 1974 e causata dalla chiusura della rete ferroviaria delle Meridionali Sarde e della sostituzione del servizio con relazioni su gomma ad opera della stessa azienda. Dopo la dismissione lo scalo venne disarmato e abbandonato per alcuni decenni; in seguito il Comune di Piscinas ristrutturò il fabbricato viaggiatori per destinarlo ad attività ristorative.

## Strutture e impianti

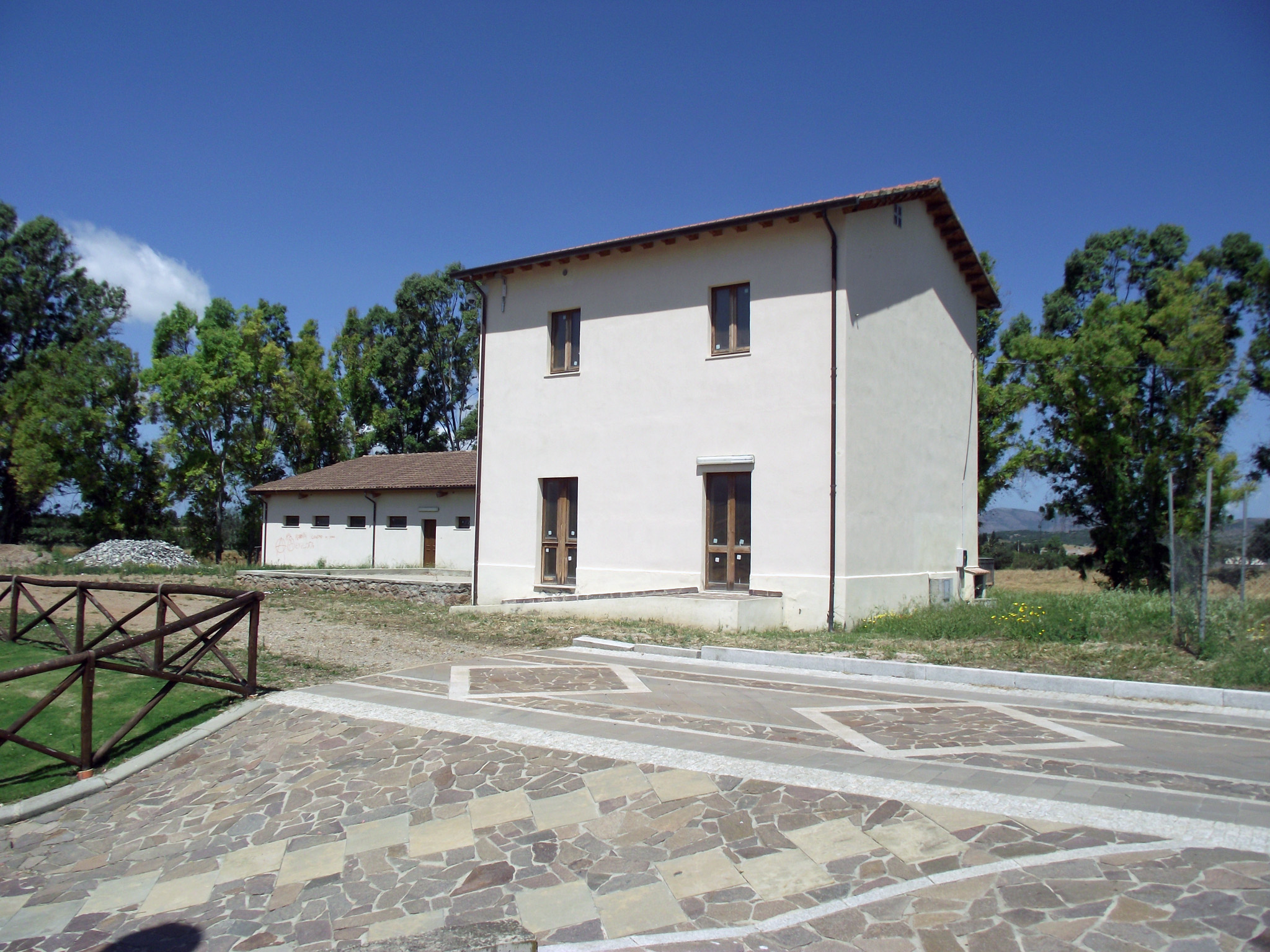
Il fabbricato viaggiatori, ristrutturato decenni dopo la chiusura della fermata

Dal 1974 l'impianto non è più attivo e l'infrastruttura ferroviaria in esso presente è stata smantellata negli anni successivi.
Sebbene fosse classificata dalle FMS come stazione, la struttura presentava caratteristiche di fermata, essendo dotata di un unico binario passante, avente scartamento da 950 mm, da cui aveva origine un tronchino per il servizio merci.
Lo scalo era dotato di un fabbricato viaggiatori, ancora esistente, avente pianta di forma pressoché quadrata, estensione su due piani (più tetto a falde in laterizi) e due accessi sul lato binari. A est dello stesso trovava posto la costruzione delle ritirate, non più presente.

## Movimento
Sino al 1974 la fermata era servita dai treni delle Ferrovie Meridionali Sarde.

## Servizi
Durante gli anni di attività la fermata era dotata di una sala d'attesa e di una biglietteria, ospitati nel fabbricato viaggiatori. Erano inoltre presenti i servizi igienici, collocati in una costruzione a sé stante.
- Biglietteria a sportello
- Sala d'attesa
- Servizi igienici